# زينة خضر
زينة خضر هي صحفية إذاعية لبنانية في قناة الجزيرة الإنجليزية.

## الحياة المهنية
تعمل خضر مراسلةً إخباريةً في القنوات المحلية والدولية منذ أكثر من 15 عاماً، بالإضافة لعملها في العديد من المؤسسات الإخبارية، بما في ذلك قناة الجزيرة على الإنترنت، بخدماتها باللغتين العربية والإنجليزية، ومؤسسة منهوا للإذاعة (MBC)، قناة دبي الإمارات، و الإذاعات العالمية لهيئة الإذاعة البريطانية، و سي إن إن. 
عملت خضر في قناة الجزيرة الإنجليزية منذ إطلاقها في عام 2006.  بعد إرسال تقارير من باكستان وأفغانستان ، برزت على الصعيد الدولي واحدة من أوائل المراسلين الذين دخلوا طرابلس في عام 2011.
تعمل الآن مراسلة خبيرة لمنطقة الشرق وترسل خضر تقارير من لبنان وسوريا وتركيا.  على الرغم من عدم تسميتها مراسلة عسكرية، إلا أن وجودها الدائم على الأرض، في منطقة تشهد اضطرابات مستمرة، يضمن مكانًا منتظمًا على خط المواجهة في الصراع ؛ وكثيراً ما تعد تقاريرها وتبثّها مرتديةً سترة واقية وخوذة، وفي الخلفية غالباً إطلاق نار.

## الجوائز
- 2011: جوائز Sky Women in Film and TV Awards (WFTV UK): "جائزة ITV Achievement of the Year" ، عن تغطيتها لسقوط طرابلس. [5]
- 2013: مهرجان مونت كارلو التلفزيوني : مرشحة لجائزة [لجنة التحكيم] الإخبارية المرموقة. [6]

## شخصي
تلقت خضر تعليمها في مدرسة الجالية الأمريكية في بيروت (ACS) ثُمَّ في الجامعة الأمريكية في بيروت، حيث حصلت على درجة البكالوريوس في العلوم السياسية عام 1994. 